# Смолянське військове кладовище
Смоля́нське військове кладовище (Військове кладовище № 2) — військовий цвинтар у Житомирі. Закритий для поховань у 1979 році, за винятком поховань воїнів, що брали участь у війні на сході України. Належить до пам'яток Житомира місцевого значення.

## Загальна інформація
Смолянське військове кладовище (інша назва — Військове кладовище № 2), розташоване між вулицею Селецькою та проїздом Кондратюка. Належить до пам'яток історії Житомира місцевого значення. На території цвинтаря 24 братських та 224 індивідуальні могили воїнів, що брали участь у Другій світовій війні (загалом поховано 411 чоловік). З 1979 року закрите для поховань, окрім поховань воїнів, що брали участь у війні на сході України.